# Catalunya en Comú
Catalunya en Comú (CatComú; «Cataluña en Común» en español), también conocido como los Comunes («Comuns», en catalán), es un partido político español de izquierda política y catalanista, pero no independentista, que tiene su ámbito de actuación en Cataluña.

## Historia

### Antecedentes
Tras la crisis económica de 2008, las movilizaciones del 15-M de 2011 y el inicio del proceso independentista en 2012, surgieron en Cataluña nuevas organizaciones políticas y ciudadanas ante el nuevo contexto político-social. Esta nueva realidad se vería reflejada en el sector de la izquierda política catalana con la aparición de asociaciones y plataformas a nivel municipal con apelativos comunes como En Comú o Guanyem (por ejemplo, Barcelona en Comú, Terrassa en Comú o Guanyem Badalona en Comú).
No obstante, en poco tiempo, los actores de este nuevo espacio político comenzaron a percatarse de la necesidad de un partido político a nivel de toda Cataluña que articulase su acción política conjuntamente (véase, por ejemplo, que en las elecciones al Parlamento de Cataluña de 2015 este espacio otorgó apoyo a la coalición Catalunya Sí que es Pot, en la que no estaba formalmente ninguna de las nuevas candidaturas localistas, sino los partidos previamente constituidos Podemos, ICV, EUiA y Equo).

### Presentación y Asamblea Fundacional (2016-2017)
A finales de 2016 se crea, con el impulso de la alcaldesa de Barcelona Ada Colau, un grupo promotor formado por un centenar de personas para coordinar la creación del nuevo partido. Entre ellas destacarían los colíderes de ICV David Cid y Martas Ribas; los concejales de Barcelona en Comú Gerardo Pisarello, Jaume Asens y Laia Ortiz; el diputado en el Parlamento de Cataluña Joan Giner de Podem; y las diputadas de ECP en el Congreso Lucía Martín y Marta Sibina. Desde el ámbito académico participaron los catedráticos Joan Subirats y Vicenç Navarro, y el economista Arcadi Oliveres.
El 16 de diciembre de 2016 se anunció que el nombre provisional del nuevo partido sería Un País en Comú, y ese 19 de diciembre se presentó el manifiesto fundacional. Tras ello, el 29 de enero de 2017 se celebró el acto de presentación en Barcelona, en las Cotxeres de Sants, en el que se presentaron las ponencias cero y los documentos de debate de la nueva formación que programó su congreso fundacional para finales de marzo de 2017.
Finalmente, la Asamblea constituyente de la nueva formación se realizó el 8 de abril de 2017, siendo aprobados los documentos de ideario y principios del nuevo partido y electos como coordinadores Ada Colau y Xavier Domènech.  Tras ello, el 22 de abril de 2017 se presentaron los resultados de la consulta interna para escoger el nombre definitivo del partido, resultando elegido Catalunya en Comú con un 53,57% de los votos (frente a En Comú Podem, que obtuvo un 46,43%).

### Dirección Colau-Domènech (2017-2018)
Entre julio y septiembre de 2017, la dirección y bases del partido sufrieron un fuerte debate interno en torno al apoyo o no de la participación de su militancia en el referéndum sobre la independencia de Cataluña del 1 de octubre de 2017. Tras realizar una consulta a la militancia, el 59,39% de los afiliados del partido optaron por apoyar la participación pero como mera movilización y no como referéndum vinculante.
Los acontecimientos del 1 de octubre de 2017, la aplicación del artículo 155 de la Constitución española y la convocatoria posterior de elecciones al Parlamento de Cataluña llevaron al partido a concurrir por primera vez a las elecciones al Parlamento de Cataluña en diciembre de 2017, presentándose dentro de la coalición Catalunya en Comú-Podem.
Unos meses después, en septiembre de 2018, Xavier Domènech renunció a todos sus cargos políticos, entre ellos el de co-coordinador de Catalunya en Comú.

### Período de interinidad (2018-2019)
A raíz de la renuncia de Domènech, una nueva dirección formada por Ada Colau, Candela López y Ramón Arnabat asumió el liderazgo del partido de forma interina.
Durante este período se celebraron las elecciones generales de abril y noviembre de 2019, en las que este partido concurrió dentro de la coalición En Comú Podem.  En las elecciones municipales de ese mismo año este partido no se presentó como tal, sino que participaron los diversos partidos municipalistas preexistentes que dieron impulso inicial a esta formación.

### Dirección Colau-López-Albiach (2019-2024)
En diciembre de 2019 se nombra la nueva dirección del partido, siendo electas como nuevas coordinadoras Ada Colau, Candela López y Jéssica Albiach.
A las pocas semanas, en enero de 2020 y como resultado de las elecciones generales de noviembre de 2019, resultó electo el segundo gobierno de Pedro Sánchez, de coalición entre las candidaturas del PSOE, Unidas Podemos y En Comú Podem. Dentro de dicho gobierno, Catalunya en Comú dirigió el Ministerio de Universidades, primero con Manuel Castells al frente (2020-2021) y luego con Joan Subirats (2021-2023).
Para las de elecciones al Parlamento de Cataluña de febrero de 2021, Catalunya en Comú se presentó como parte de la coalición En Comú Podem-Podem en Comú.
A nivel europeo, en mayo de 2021, el partido Catalunya en Comú se convirtió en partido asociado del Partido Verde Europeo. Sin embargo, nunca ha llegado a tener la condición de miembro de pleno derecho de dicho partido político europeo.
En las elecciones generales de julio de 2023 Catalunya en Comú concurrió formando parte de la coalición electoral Sumar. El número uno por la lista al Congreso de los Diputados por la provincia de Barcelona fue Aina Vidal. Tras estas elecciones, fue electo el tercer gobierno de Pedro Sánchez, de coalición entre el PSOE y la coalición Sumar, correspondiendo ahora a Catalunya en Comú el Ministerio de Cultura con Ernest Urtasun como ministro.
Tras ello, en las elecciones al Parlamento de Cataluña de mayo de 2024, Catalunya en Comú optó por presentarse dentro de la coalición Comuns Sumar, encabezando dicha candidatura la entonces co-coordinadora de este partido Jéssica Albiach. Finalmente, en las elecciones al Parlamento Europeo de junio de 2024, Catalunya en Comú se presentó dentro de la coalición Sumar, resultado electo como Diputado en el Parlamento Europeo el miembro del partido Jaume Asens.

### Dirección López-Tarafa (2024-actualidad)
La IV Asamblea Nacional de Catalunya en Comú fue celebrada los días 16 y 17 de noviembre de 2024. En ella, el partido modificó sus estatutos y renovó su dirección, proclamando como Coordinadoras a Candela López, diputada en el Congreso y exalcaldesa de Castelldefels; y a Gemma Tarafa, que fue teniente de alcaldía de Barcelona.  Además, se crearon los puestos de Responsables institucionales, que pasaron a ser ejercidos por Ernest Urtasun, ministro de Cultura; y Jéssica Albiach, presidenta del grupo Comuns Sumar en el Parlamento de Cataluña.

## Elecciones al Parlamento de Cataluña

### Elecciones de 2017
En las elecciones catalanas de 2017, el partido Catalunya en Comú se presentó dentro de la coalición Catalunya en Comú-Podem con la siguiente composición:
| Partidos | Partidos                       |
| -------- | ------------------------------ |
|          | Catalunya en Comú              |
|          | Podemos                        |
|          | Iniciativa per Catalunya Verds |
|          | Barcelona en Comú              |
|          | Esquerra Unida i Alternativa   |

### Elecciones de 2021
Para las de elecciones catalanas de 2021, Catalunya en Comú se presentó como parte de En Comú Podem-Podem en Comú, coalición que tuvo los siguientes integrantes:
| Partidos | Partidos          |
| -------- | ----------------- |
|          | Catalunya en Comú |
|          | En Comú Podem     |
|          | Podemos           |

### Elecciones de 2024

Logotipo de la coalición "Comuns Sumar", que concurrió a las elecciones catalanas de 2024

En las elecciones al Parlamento de Cataluña de 2024, el partido Catalunya en Comú se presentó como parte de la coalición Comuns Sumar con la siguiente estructura:
| Partidos | Partidos          |
| -------- | ----------------- |
|          | Catalunya en Comú |
|          | Barcelona en Comú |
|          | Movimiento Sumar  |

## Logotipos
La imagen corporativa de este partido ha ido evolucionando a lo largo de los años, conforme se refleja en la siguiente galería.

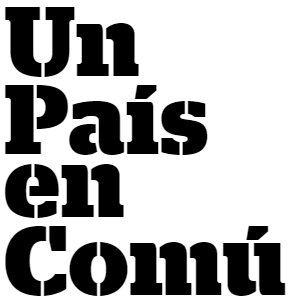
Logo inicial empleado entre los años 2016 y 2017
Logo empleado entre los años 2017 y 2021
Logo empleado desde 2021 hasta marzo de 2024
Logo empleado entre marzo y abril de 2024
Logo actual, empleado desde abril de 2024
Logo actual simplificado, sin fondo
Logo actual simplificado, con fondo